# 清水じゅん
清水 じゅん（しみず じゅん、1月26日 - ）は、日本の女性声優。和歌山県和歌山市出身。RME所属。

## 人物
大学は文学部史学科卒業。
趣味は食べ歩き、料理、雑貨屋巡り。
免許は高等学校教諭一種免許状（地理歴史）、学校図書館司書教諭。
資格は図書館司書、博物館学芸員。

## 出演

### テレビアニメ
- ルパン三世（2015年）

### 吹き替え

#### 海外ドラマ
- ギルモア・ガールズ : イヤー・イン・ライフ
- クリミナル・マインド FBI行動分析課 S9～S11 （サヴァンナ）
- スーパーガール
- トラベラーズ（ボイド）
- ベルサイユ（アンリエット）
- メンタリスト S6,S7

#### 洋画
- エリザベス　神なき遺伝子（メアリー）
- サーシャと不思議なワンダーランド

#### アニメ
- ホワット・イフ...?（2021年）
- フェ〜レンザイ -神さまの日常-（2023年、大家さん）

### ゲーム
- THE NEW GATE（リオン）
- ナイトクライ（マリア[2]）
- クロスセイバー
- プロジェクト・シルバーウイング（M16A4[3]）
- フィーバーダンク

### その他
- おつかれさん食堂（ナレーション）